# آن تي هيل
آن تي هيل (بالإنجليزية: Anne T. Hill)‏ هي مصممة أزياء أمريكية، ولدت في 24 نوفمبر 1916 في أتلانتا في الولايات المتحدة، وتوفيت في 8 مارس 1999 في رانتشو ميراج في الولايات المتحدة بسبب قصور القلب.